# ماریوس بروات
ماریوس بروات (انگلیسی: Marius Bruat؛ ۲۷ ژوئن ۱۹۳۰ – ۱ ژانویهٔ ۲۰۲۰) بازیکن فوتبال اهل فرانسه بود.
از باشگاه‌هایی که در آن بازی کرده‌است می‌توان به باشگاه فوتبال ستاره سرخ، باشگاه فوتبال سوشو، و باشگاه فوتبال تولوز اشاره کرد.
وی همچنین در تیم‌های ملی فوتبال France national football B team و فرانسه بازی کرده‌است.